# Chen Chiu-Ping
Chen Chiu-Ping (19 de octubre de 1974) es una deportista taiwanesa que compitió en judo.
Ganó dos medallas de bronce en los Juegos Asiáticos, en los años 1994 y 1998, y dos medallas de bronce en el Campeonato Asiático de Judo en los años 1993 y 1995.

## Palmarés internacional
| Representando a China Taipéi |                     |                   |           |
| Juegos Asiáticos             |                     |                   |           |
| Año                          | Lugar               | Medalla           | Categoría |
| 1994                         | Hiroshima (Japón)   | Medalla de bronce | –72 kg    |
| 1998                         | Bangkok (Tailandia) | Medalla de bronce | –70 kg    |
| Campeonato Asiático          |                     |                   |           |
| Año                          | Lugar               | Medalla           | Categoría |
| 1993                         | Macao (Portugal)    | Medalla de bronce | –66 kg    |
| 1995                         | Nueva Delhi (India) | Medalla de bronce | –72 kg    |